# حقوق ماهیگیری

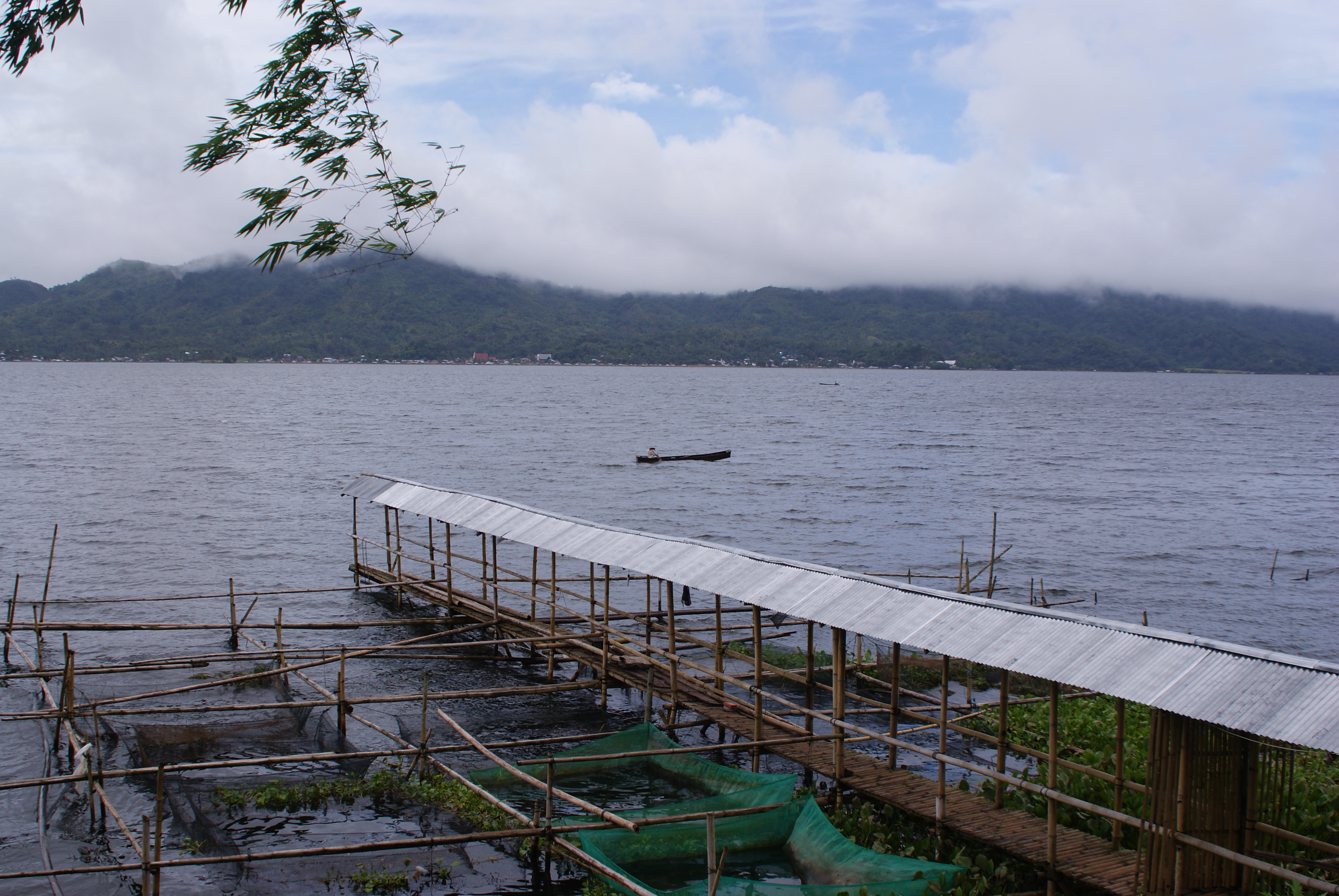
ماهیگیری در دریاچه توندانو، اندونزی

حقوق ماهیگیری (به انگلیسی: Fisheries law) یک حوزه حقوقی نوپدید و تخصصی است. حقوق ماهیگیری مطالعه و تجزیه و تحلیل رویکردهای مختلف مدیریت ماهیگیری مانند سهم صید به عنوان مثال سرانه قابل انتقال فردی، TURF ها؛ و دیگر است. مطالعه حقوق ماهیگیری به منظور تدوین دستورالعمل‌های سیاستی که پایداری و اجرای قانونی را به حداکثر می‌رساند، مهم است. این حوزه حقوقی خاص به ندرت در دانشکده‌های حقوق در سراسر جهان تدریس می‌شود، که خلاء پشتیبانی و پژوهش را برجای می‌گذارد. حقوق ماهیگیری همچنین معاهده‌های بین‍المللی و هنجارهای صنعت ماهیگری را به منظور تجزیه و تحلیل مقررات مدیریت ماهیگیری در نظر می‌گیرد. علاوه بر این، حقوق ماهیگیری شامل دسترسی به عدالت برای ماهیگیری در مقیاس کوچک و جوامع ساحلی و بومی و مسائل مربوط به کار مانند قوانین کار کودکان، قانون استخدام و قانون خانواده است.